# Атопический дерматит
Атопический дерматит (АтД, атопическая экзема, синдром атопической экземы/дерматита) — это хроническое воспалительное заболевание кожи, которое обычно начинается в раннем детском возрасте, может продолжаться или рецидивировать в зрелом возрасте. Не является заразным. АтД в большинстве случаев развивается у лиц с наследственной предрасположенностью и часто сочетается с другими аллергическими заболеваниями, такими как бронхиальная астма (БА), аллергический ринит (АР), пищевая аллергия (ПА), а также с рецидивирующими кожными инфекциями. Главным симптомом является кожный зуд, высыпания на коже варьируют от легкой эритемы до тяжелой лихенификации. АтД обычно сочетается с повышенным уровнем общего IgE и эозинофилией крови, хотя по настоящее время не существует патогномоничных биомаркеров АтД, в связи с чем диагноз основывается главным образом на истории заболевания, выявлении атопии в семейном анамнезе и физикальном обследовании больного.

## Эпидемиология
Распространённость АтД среди развитых стран 10-20 %. Манифестация симптомов АтД у детей отмечается в возрасте 6 месяцев в 60 % случаев, до 1 года в 75 %, до 7 лет в 80-90 %. В течение последних десятилетий наблюдается существенный рост заболеваемости АтД, усложняется его течение, отягощается исход. В XX веке была подтверждена связь АтД, поллиноза и бронхиальной астмы, которую обозначили термином «атопическая триада».

## Классификация

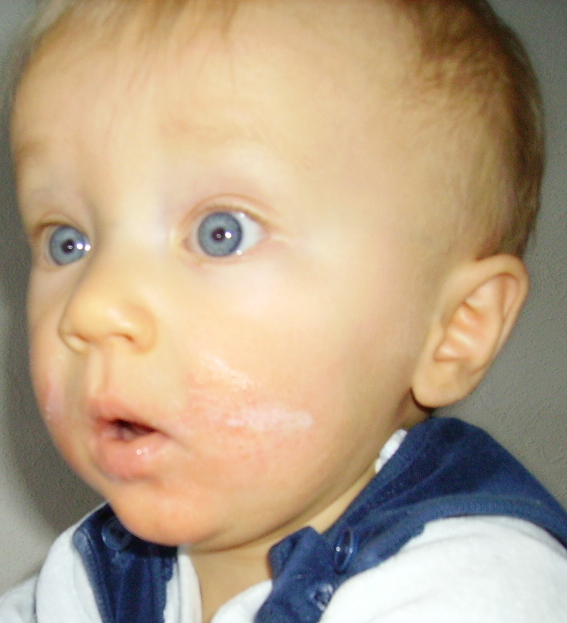
Ребёнок с проявлениями атопического дерматита

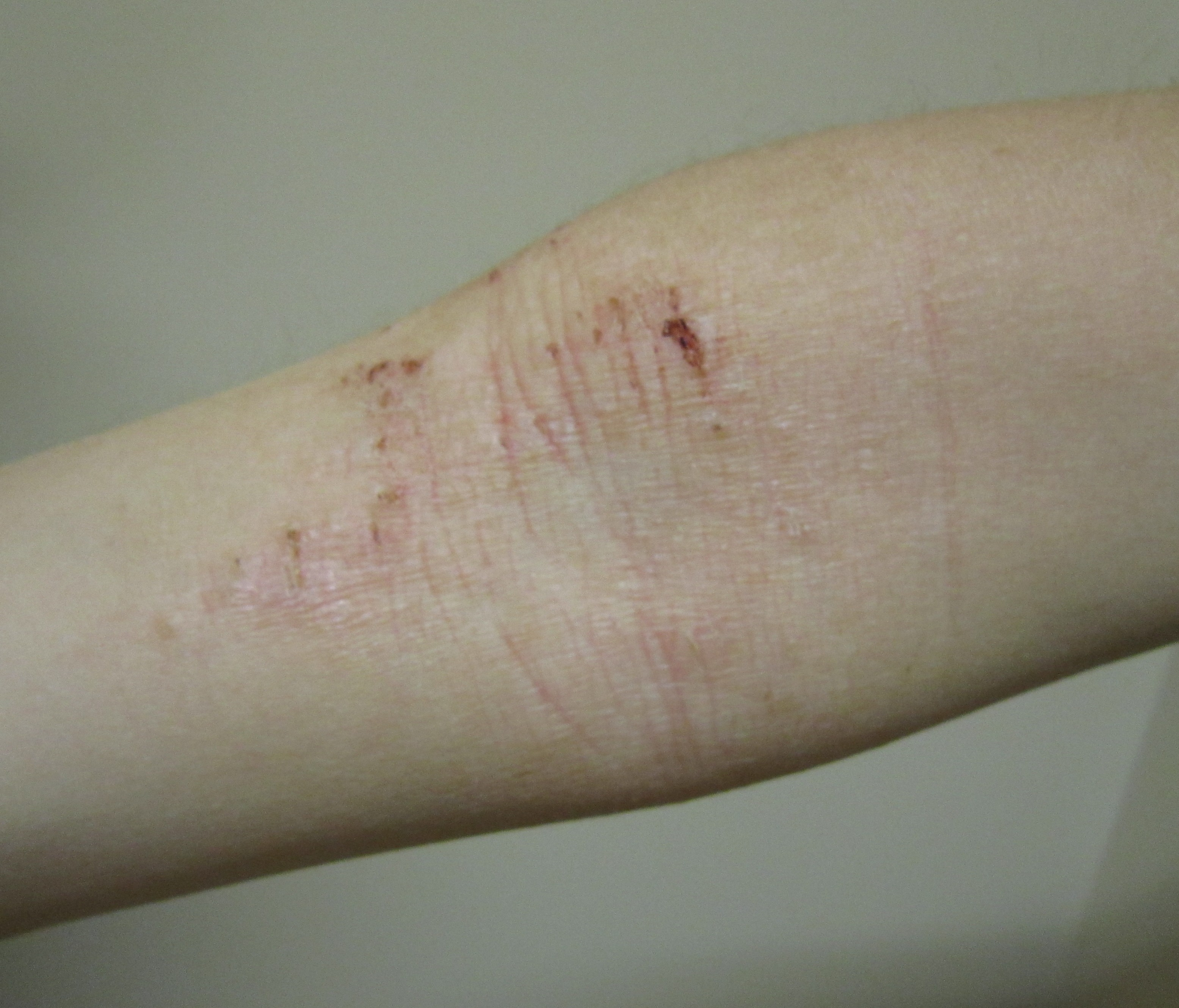
Атопический дерматит на коже сгибательной поверхности локтевого сустава. Следы расчёсов и лихенизация кожи

В 2001 году, EAACI было предложено вместо термина атопический дерматит употреблять AEDS (САЭД — синдром атопической экземы/дерматита) который подразделяется на:
- неаллергический САЭД;
- аллергический САЭД:

- IgE-опосредованный САЭД;
- не IgE-опосредованный САЭД.

В России употребляется подразделение согласно МКБ-10:
- атопический дерматит:

- почесуха Бенье;
- другие атопические дерматиты:

- экзема (дерматит):

- сгибательная (в случаях, если не относится к другим видам экзем или дерматитов, включённых в классификации в другие рубрики);
- детская (острая или хроническая);
- эндогенная (аллергическая);
- нейродермит (нейродерматит):

- атопический (локализованный);
- диффузный;
- атопический дерматит неуточненный.

При этом следует учитывать, что нейродерматит ограниченный, в отличие от локализованного и диффузного, классифицируется как простой хронический лишай, а не атопический дерматит. Также к нему не относятся почесуха узловатая, почесуха Гебры, почесуха mitis и другие не уточнённые почесухи.

### Клинические формы в зависимости от возраста[1]
- Младенческая (от 1 месяца до 2-х лет);
- Детская (с 2 до 12 лет);
- Подростковая (старше 12 лет);

## Критерии, применяемые для диагностики атопического дерматита
(Hanifin, Rajka. Acta Derm. 92^44,1980)

### Большие (обязательные) критерии диагностики
- Пруриго (зуд) при наличии даже минимальных проявлений на коже
- Типичная морфология и локализация (лицо, шея, подмышечные впадины, локтевые и подколенные ямки, паховая область, волосистая часть головы, под мочками ушей и т. д.)
- Индивидуальная или семейная история атопического заболевания
- Хроническое рецидивирующее течение

### Малые (дополнительные) критерии диагностики
- Повышенный уровень общего и специфических IgE-антител
- Начало заболевания в раннем детском возрасте (до 2-х лет)
- Гиперлинеарность ладоней («складчатые») и подошв
- Pityriasis alba (белесоватые пятна на коже лица, плечевого пояса)
- Фолликулярный гиперкератоз («роговые» папулы на боковых поверхностях плеч, предплечий, локтей)
- Шелушение, ксероз, ихтиоз
- Неспецифические дерматиты рук и ног
- Частые инфекционные поражения кожи (стафилококковой, грибковой, герпетической природы)
- Белый дермографизм
- Зуд при повышенном потоотделении
- Складки на передней поверхности шеи
- Тёмные круги вокруг глаз (аллергическое сияние)
- Шелушение, покраснение, зуд после принятия ванн (наблюдается у детей до 2х лет).

Для постановки диагноза АтД необходимо сочетание трёх больших и не менее трёх малых критериев.

## Механизмы развития атопического дерматита
АтД является мультифакторным заболеванием, в развитие которого вовлечены генетическая предрасположенность, факторы окружающей среды и иммунные нарушения. В основе патогенеза АтД лежит хроническое воспаление 2 типа, которое также называют Т2-воспалением. Почти половина всех больных атопическим дерматитом средней и тяжелой степени являются носителями хотя бы одной мутации филаггрина.
В настоящее время существуют две гипотезы, объясняющие патофизиологические механизмы, лежащие в основе АтД: "снаружи-внутрь" (нарушение барьерной функции кожи) и "наружу-изнутри" (иммунная дисрегуляция).
Т2-цитокины, характерные для Т2-воспаления, активируют сигнальные и эффекторные пути, опосредующие патологические изменения кожи при АтД. Особо важную роль в патогенезе АтД играют ИЛ-4 и ИЛ-13, не только опосредующие иммунную дисрегуляцию посредством направления дифференцировки наивных Т-хелперов в Th2-клетки и переключения В-клеток на синтез IgE, но и стимулирующие утолщение эпидермиса, фиброз, снижение продукции антимикробных пептидов, барьерных белков (например, филаггрин) и липидов кожи, включая церамиды, тем самым обуславливая характерные для АтД поражения кожи.

## Подходы к лечению

### Уход за кожей

#### Увлажняющие (смягчающие) средства лечебной косметики (эмоленты)[2][11][12]
Всем пациентам с атопическим дерматитом независимо от степени тяжести рекомендуется применение увлажняющих и смягчающих средств (эмолентов) наружно.
Эмоленты могут использоваться в форме лосьонов, кремов, мазей, моющих средств, средств для ванн. Выбор препарата и его формы осуществляется индивидуально с учетом предпочтений пациента, индивидуальных особенностей кожи, сезона, климатических условий. Пациентам с атопическим дерматитом необходимо постоянно, часто и в больших количествах использовать увлажняющие и смягчающие средства (не менее 3–4 раз в день) как самостоятельно, так и после водных процедур. Однако есть указания, что нанесение эмолентов без принятия ванны имеет более продолжительное действие. Наиболее выраженный эффект увлажняющих и смягчающих препаратов наблюдается при их постоянном использовании в виде крема, мази, масла для ванны и заменителей мыла.
Выбор препарата и его формы осуществляется индивидуально с учетом предпочтений пациента, индивидуальных особенностей кожи, сезона, времени года, климата. Они не должны иметь запаха, цвета и содержать консерванты. Средства на мазевой основе (более жирные) можно использовать в холодное время года, а летом следует применять кремы и гели с высоким содержанием воды. Лосьоны отличаются более высоким содержанием воды, которая может испаряться, поэтому их не следует применять у пациентов со выраженным ксерозом.
Эмоленты:
- входят в современный стандарт терапии АтД, а также крайне необходимы в период ремиссии;
- восстанавливают целостность водно-липидного и рогового слоев эпидермиса, улучшают барьерную функцию кожи и используются для достижения и поддержания контроля над симптомами заболевания;
- следует применять во избежание раздражающего действия различных ирритантов (щелочное мыло, спиртосодержащие средства личной гигиены) и детергентов, входящих в состав средств бытовой химии, а также заранее перед некоторыми видами деятельности (например, плавание или работа в саду и огороде);
- наносят на кожу регулярно, ежедневно, не менее 2 раз в день, но при необходимости их можно наносить и чаще, чтобы кожа не была сухой, до 5-7 раз в сутки (или каждые 3 ч); для достижения эффекта необходимо использовать достаточный объём смягчающих препаратов (в периоды обострений у взрослого расход может достигать в среднем 600 г в неделю, у ребёнка — 250 г в неделю; в ремиссию, как правило, требуется меньшее количество)[14][15];
- особенно важно наносить смягчающие средства на руки и лицо, так как они подвергаются раздражающим внешним воздействиям в большей степени, чем любая другая часть тела;
- грудным детям рекомендуется наносить эмолиент на руки и щеки до приема пищи, так как еда и напитки могут раздражать кожу;
- после использования эмолиентов другие средства (например, кортикостероиды или ингибиторы кальциневрина) лучше наносить на кожу через 30 мин, что позволит избежать уменьшения их эффективности и распространения на непораженные участки кожи и, таким образом, уменьшить риск побочных эффектов на здоровую кожу.
- следует не забывать и о том, что важен не только подбор эмолиентов (лосьон, молочко, крем, мазь и т. д.), кратность и количество использования за раз, но важна также и техника нанесения препаратов.

### Профилактика обострений АтД
Одним из патогенетических звеньев, задействованных в развитии АтД, является нарушение целостности эпидермального барьера, которое приводит к потере влаги и, соответственно, к возникновению и/или усилению сухости кожных покровов. Данное состояние провоцирует зуд, постоянное расчесывание кожи, а следовательно, и повторное нарушение эпидермиса, что приводит к возникновению порочного круга.
- Создание адекватного микроклимата[16]:
  - поддержание оптимальной температуры воздуха (днем 20—22°С, ночью 18—20°С),
  - поддержание относительной влажности в помещении в пределах 40—60 % (лучше 50—60 %).
- Подбор одежды[14]: рекомендуется носить одежду из натуральных материалов (хлопка, льна, фланели, бамбука) с длинными рукавами и штанинами; одежду стоит носить свободную, неприлегающую, одежда не должна натирать; следует минимизировать контакт кожи с верхней одеждой, синтетикой, красителями; не рекомендуется носить закрытую облегающую тесную грубую одежду, в особенности из шерсти, синтетики, меха животных, флиса, полиэстера.
- Стирка вещей: не стоит использовать различные раздражающие вещества, стиральные порошки, сильные моющие средства, растворители, бензин, клеи, лаки, краски, различные средства для чистки мебели, полов, ковров и т. д.
- Уход за ногтями: ногти следует коротко стричь, что позволяет предупредить повреждение кожи при расчёсывании; следить за тем, чтобы ногти были чистыми, это поможет предотвратить попадание в расчёсы инфекции.
- Вредные привычки: стоит избегать пассивного курения.
- Пребывание на солнце[14]: с осторожностью, но без особых ограничений; солнечные лучи оказывают благоприятное действие в силу противовоспалительного эффекта и улучшения барьерной функции кожи; следует уменьшить время, проведённое на солнце, и не загорать в период наибольшей солнечной активности — с 10 до 17 ч. При выходе на улицу в жаркое время суток стоит использовать солнцезащитный спрей или крем; носить одежду, которая закрывает руки и ноги, использовать шляпы с полями, которые больше защищают от солнца, чем бейсболки; наносить солнцезащитный крем так часто, как это необходимо — за 30 мин до выхода из дома, а затем каждые 2 ч либо по необходимости. Приветствуется летний отдых в горах или на море.
- Занятия спортом[14] не запрещены, но следует иметь в виду, что: по возможности выбирайте занятия теми видами спорта, при которых меньше потоотделение (пот провоцирует зуд); если потоотделение вызывает обострение, попробуйте постепенно адаптироваться к нагрузке; не рекомендуется участвовать в подвижных спортивных состязаниях, так как это вызывает активное потоотделение и сопровождается тесным контактом кожи с одеждой (однако если без них не обойтись, то тактика примерно такая же, как при посещении бассейна: принять душ, нанести эмолиент).
- Посещение бассейна[14]: переносимость индивидуальная (так же, как и с купанием в море); при посещении бассейна следует отдавать предпочтение бассейнам с не хлорированной водой, а обрабатываемой другими методами дезинфекции; в некоторых случаях отрицательного воздействия можно избежать, применяя после сеанса душ с использованием мягких очищающих средств, с последующим нанесением увлажняющих и смягчающих кожу препаратов.

### Топическая (местная, наружная) терапия[13]
При легком течении атопического дерматита предпочтительно применение низко- и умеренно-активных глюкокортикоидов, применяемых в дерматологии, а при среднетяжелом и тяжелом течении атопического дерматита целесообразно применение активных и высокоактивных глюкокортикоидов, применяемых в дерматологии,в минимальных эффективных дозах, а также использование топических ингибиторов кальциневрина. Для быстрого лечения обострения атопического дерматита возможно использование средств для наружной терапии и эмолентов с применением влажных повязок.

#### «Проактивная» терапия АтД[14][17][18]
Раньше традиционно для лечения обострения АтД применяли местную противовоспалительную терапию, в которую входили топические глюкокортикостероиды (ТГКС) и топические ингибиторы кальциневрина (ТИК), и, как обострение проходило, эти препараты прекращали наносить на кожу до следующего эпизода обострения. Подобная тактика носила название «реактивное» лечение.
В последнее десятилетие подбирались разные способы для уменьшения частоты обострений АтД, и эту тактику было решено дополнить так называемым «проактивным» лечением (про = профилактическим, до развития обострения), когда на участки кожи (напр., локтевые сгибы, подколенные ямки), которые чаще всего поражались при обострениях АтД, наносят ТГКС или ТИК в низких дозах, а также ежедневно используют эмолиенты.
Клинические испытания проводились на препаратах:
- ТГКС: метилпреднизолона ацепонат и флутиказона пропионат сроком до 16 недель (до 3-4 месяцев),
- ТИК: такролимус сроком до 52 недель (до 1 года).

Клинический опыт и косвенные данные многих исследований показывают, что такролимус и ГКС II и III классов подходят для «проактивного» лечения, а пимекролимус и ГКС I класса работают не так хорошо.

### Физиотерапевтическое лечение (фототерапия)[13]
Применение фототерапии обычно рекомендуется пациентам с атопическим дерматитом среднетяжелой и тяжелой степени тяжести. Ультрафиолетовое излучение, используемое для лечения атопического дерматита, способствует снижению воспаления в коже и может оказывать антибактериальный эффект. Использование разных видов фототерапии может быть ограничено у некоторых групп пациентов, например, детей до 5 лет.

### Системная терапия атопического дерматита[13][20]

#### Биологическая терапия
Биологическая терапия атопического дерматита представлена генно-инженерными биологическими препаратами - моноклональными антителами, избирательно блокирующими патогенетические механизмы данного заболевания. Ввиду точечного воздействия подобная терапия эффективна и имеет приемлемый профиль безопасности при применении у пациентов с атопическим дерматитом, не требующий рутинного мониторинга.
Дупилумаб
Дупилумаб показан к применению у пациентов со среднетяжелым и тяжелым атопическим дерматитом в возрасте от 6 месяцев и старше при недостаточном ответе на терапию топическими лекарственными препаратами или в случае, когда такие препараты не рекомендованы к применению. Дупилумаб представляет собой полностью человеческое рекомбинантное моноклональное антитело, которое блокирует эффекты ключевых медиаторов Т2-воспаления при атопическом дерматите - ИЛ-4 и ИЛ-13. Согласно результатам международных клинических исследований, терапия дупилумабом у пациентов с атопическим дерматитом сопровождается значимым улучшением поражения кожи и снижением интенсивности зуда по сравнению с плацебо. Дупилумаб зарегистрирован в США, Европейском союзе, России и других странах. В России дупилумаб включен в клинические рекомендации и стандарты оказания медицинской помощи пациентам с атопическим дерматитом. Дупилумаб также применяется у больных с бронхиальной астмой, узловатой почесухой, хроническим полипозным риносинуситом и эозинофильным эзофагитом.
Тралокинумаб
Тралокинумаб является моноклональным антителом, направленным против ИЛ-13 - одного из важных медиаторов Т2-воспаления при атопическом дерматите. В настоящее время тралокинумаб не зарегистрирован в России, в Европейском союзе он одобрен для применения у пациентов со среднетяжелым и тяжелым течением атопического дерматита в возрасте от 12 лет и старше, которые являются кандидатами на системную терапию. Согласно результатам международных клинических исследований, терапия тралокинумабом у пациентов с атопическим дерматитом также сопровождается значимым улучшением поражения кожи и снижением интенсивности зуда.
Лебрикизумаб
Как и тралокинумаб, лебрикизумаб блокирует ИЛ-13 и в настоящее время еще не доступен в России, в Европейском союзе он одобрен для применения у пациентов со среднетяжелым и тяжелым течением атопического дерматита в возрасте от 12 лет и старше, которые являются кандидатами на системную терапию.
Экспериментальное лечение Немолизумабом
Для лечения атопического дерматита также рассматривается препарат Немолизумаб (nemolizumab) — гуманизированное моноклональное антитело, специфичное к интерлейкину-31. В журнале The New England Journal of Medicine в 2017 году были опубликованы результаты II фазы клинического исследования Немолизумаба для лечения атопического дерматита средней и тяжёлой формы.

#### Иммунодепрессанты
Иммунодепрессанты оказывают противовоспалительное действие посредством подавления иммунного ответа.
Циклоспорин
Терапия циклоспорином может быть рекомендована взрослым пациентам с тяжелым течением атопического дерматита согласно Российским клиническим рекомендациям. Циклоспорин подавляет активацию Т-клеток и их дальнейшую пролиферацию, тем самым влияя на воспаление. Применение циклоспорина сопровождается значимым снижением тяжести проявлений атопического дерматита и требует тщательного мониторинга лабораторных показателей до и во время лечения. Контроль показателей анализа крови биохимического общетерапевтического необходим во время терапии циклоспорином, так как циклоспорин может вызвать развитие нежелательных явлений – увеличение концентрации креатинина и мочевины в плазме крови, гиперлипидемию, гиперурикемию, гиперкалиемию, гипомагниемию, гипергликемию. Циклоспорин может также вызывать дозозависимое обратимое увеличение концентрации билирубина в плазме крови и активности ферментов печени. Возможно гепатотоксическое действие циклоспорина с развитием холестаза, желтухи, гепатита и печеночной недостаточности.Контроль показателей общего (клинического) анализа мочи необходим во время терапии циклоспорином, так как циклоспорин может вызвать токсическое поражение почек и, кроме того, обладая иммуносупрессивным действием, он может способствовать развитию инфекционных поражений почек и мочевыводящих путей.
Ингибиторы Янус-киназ
Ингибиторы Янус-киназ (барицитиниб, упадацитиниб, аброцитиниб) являются селективными иммунодепрессантами и воздействуют на янус-киназы разных типов - особые ферменты, обеспечивающие передачу сигнала от многих рецепторов внутрь клеток в рамках сигнального пути JAK-STAT. Терапия ингибиторами янус-киназ применяется при ряде иммуноопосредованных заболеваний, таких как ревматоидный артрит и другие. Применение ингибиторов янус-киназ у пациентов с атопическим дерматитом сопровождается улучшением поражения кожи и снижением интенсивности кожного зуда. Ввиду возможного широкого иммуносупрессивного воздействия терапия препаратами данной группы может быть ограничена у некоторых групп пациентов и требует мониторинга лабораторных показателей до и во время лечения, а также скрининга на инфекционные заболевания (туберкулез, гепатит).
Глюкокортикостероиды
Системные глюкокортикостероиды используют краткосрочно в случае обострений заболевания, поскольку они имеют неблагоприятное соотношение риск/польза при долгосрочном лечении атопического дерматита у взрослых и детей. При высоких дозах и при длительном применении (обычно >0,5 мг/кг/день) важные побочные эффекты включают атрофию кожи, увеличение веса, нарушение сна, изменения настроения, гипергликемию или диабет, пептические язвы/гастриты, остеопороз и повышенную восприимчивость к инфекциям.
Глюкокортикостероиды представляют собой класс стероидных гормонов, которые связываются с глюкокортикоидными рецепторами. Активированный комплекс глюкокортикоидных рецепторов усиливает экспрессию противовоспалительных белков и подавляет экспрессию провоспалительных белков, что приводит к широкому противовоспалительному действию. Несмотря на регулярное использование системных глюкокортикостероидов в клинической практике, исследований глюкокортикостероидов для системного применения (перорально или посредством инъекций) у взрослых и детей с атопическим дерматитом проведено немного. В исследованиях, проведенных на детях и взрослых, системные глюкокортикостероиды не вызывают длительной ремиссии, и часто наблюдается быстрый рецидив.

## Профилактика атопического дерматита
- Первичная профилактика АтД состоит в предупреждении сенсибилизации ребёнка, особенно в семьях, где есть наследственная предрасположенность к аллергическим заболеваниям[35]
  - во время беременности: исключение активного курения; избегание пассивного курения; сбалансированное разнообразное питание матери; избегание нерациональной медикаментозной терапии;
  - после родов: грудное вскармливание (по возможности, минимум до 4-6 месяцев); исключение влияния табачного дыма; сбалансированное разнообразное питание матери; правильный уход за кожей (использование эмолиентов с рождения).
- Вторичная профилактика основывается на предупреждении манифестации заболевания и/или его обострений у сенсибилизированного ребёнка. Чем выше риск атопии у ребёнка, тем более жёсткими должны быть элиминационные меры
  - уменьшение воздействия неблагоприятных факторов окружающей среды: исключение влияния табачного дыма; уменьшение аллергенной нагрузки (создание так называемой гипоаллергенной обстановки — уменьшение влияния домашней пыли, аэроаллергенов в целом); в большей степени рассматривалась как стратегия первичной профилактики астмы и аллергического ринита: избегание клещей домашней пыли в раннем возрасте, а также профилактическая сублингвальная иммунотерапия у сенсибилизированных детей, однако ни один из предложенных методов не показал достаточных доказательств для принятия их в повседневную клиническую практику[35];
  - рациональное питание ребёнка;
  - правильный уход за кожей.
- Профилактика АтД состоит также в адекватном лечении детей с начальными проявлениями заболевания.